# Mathieu Flamini
Mathieu Flamini (născut 7 martie 1984, Marseille) este un jucător francez de fotbal retras din activitate. A jucat pe postul de mijlocaș la echipe precum Marseille, Arsenal, Crystal Palace, Milan și Getafe. La nivel internațional, a fost selecționat de echipa națională a Franței de trei ori.